# Paco Teja
Francisco Teja García de Quirós (conocido como Paco Teja, El Puerto de Santa María, Andalucía, 6 de junio de 1944- 1988), fue un actor y director de teatro español, especializado en comedia que desarrolló su carrera teatral entre 1963 y 1988. 

## Biografía
Se especializó en obras del dramaturgo Pedro Muñoz Seca. Primero con el grupo Bellas Artes, que fundó en 1963 y con posterioridad, con el grupo TEJA (Teatro Estable Juvenil Andaluz).
Si bien la mayoría de su producción pertenece al comediógrafo portuense, Pedro Muñoz Seca, entre las obras que dirigió se encuentran también piezas de Darío Fo, como "La mueca del miedo" en 1984, de Carlos Arniches, como "Los caciques", o dirigida al público infantil, "Pluft el Fantasmita", de María Clara Machado. 
Bajo su dirección, tuvieron lugar los primeros trabajos de actores profesionales como Juan José Macías o Joaquín Perles. Por parte de este último, la trayectoria de Paco Teja fue objeto de estudio en el artículo "Paco Teja y Pedro Muñoz Seca: 25 años de complicidad en el Teatro Portuense", publicado en las Actas del II Congreso de Historia y Crítica del Teatro de Comedias celebrado el 29, 30 y 31 de agosto de 1996. 